# Bab's Matinee Idol
Pour plus de détails, voir Fiche technique et Distribution.
Bab's Matinee Idol est un film muet américain réalisé par J. Searle Dawley et sorti en 1917.
Ce film est le troisième et dernier volet d'une trilogie tournée par J. Searle Dawley au cours de l'année 1917, commencée avec Bab's Diary (sorti le 7 octobre) et poursuivie avec Bab's Burglar (sorti le 28 octobre). Les trois films sont considérés comme perdus.

## Synopsis
Inconnu.

## Fiche technique
- Titre : Bab's Matinee Idol
- Réalisation : J. Searle Dawley
- Scénario : Margaret Turnbull, d'après un roman de Mary Roberts Rinehart
- Photographie : H. Lyman Broening
- Montage :
- Producteur : Adolph Zukor
- Société de production : Famous Players Film Company
- Société de distribution : Paramount Pictures
- Pays de production :  États-Unis
- Langue : film muet avec les intertitres en anglais
- Format : Noir et blanc — 35 mm — 1,33:1 — Muet
- Genre : Comédie
- Durée : 50 minutes
- Date de sortie :
  - États-Unis : 26 novembre 1917

## Distribution
- Marguerite Clark : Bab Archibald
- Helen Greene : Leila Archibald
- Isabel O'Madigan : Mrs. Archibald
- Frank Losee : Mr. Archibald
- Nigel Barrie : Carter Brooks
- William Hinckley
- Cyril Chadwick : Honorable Page Beresford
- Leone Morgan : Jane Raleigh
- Vernon Steele : Adrian Egleston
- George Odell : le majordome
- Daisy Belmore : Hannah